# Kádár Flóra
Kádár Flóra, születési neve: Horcsák Flóra Anna, házassága révén Fischer Péterné (Budapest, 1928. augusztus 4. – Budapest, 2003. január 3.) Aase-díjas magyar színésznő. 
Férje Fischer Péter operatőr, fotóriporter volt, akinek öccse Fischer György zongoraművész és karmester, valamint a férje nagybátyja volt Fischer Sándor karmester, unokatestvérei pedig Fischer Ádám és Fischer Iván. 
Számomra a kiszolgáltatottak sorsa a legmegindítóbb a világon. Én mellettük álltam mindig. Visszahúzódó, magányos szemlélődő vagyok, aki egyszerűen szereti az embereket.

## Élete

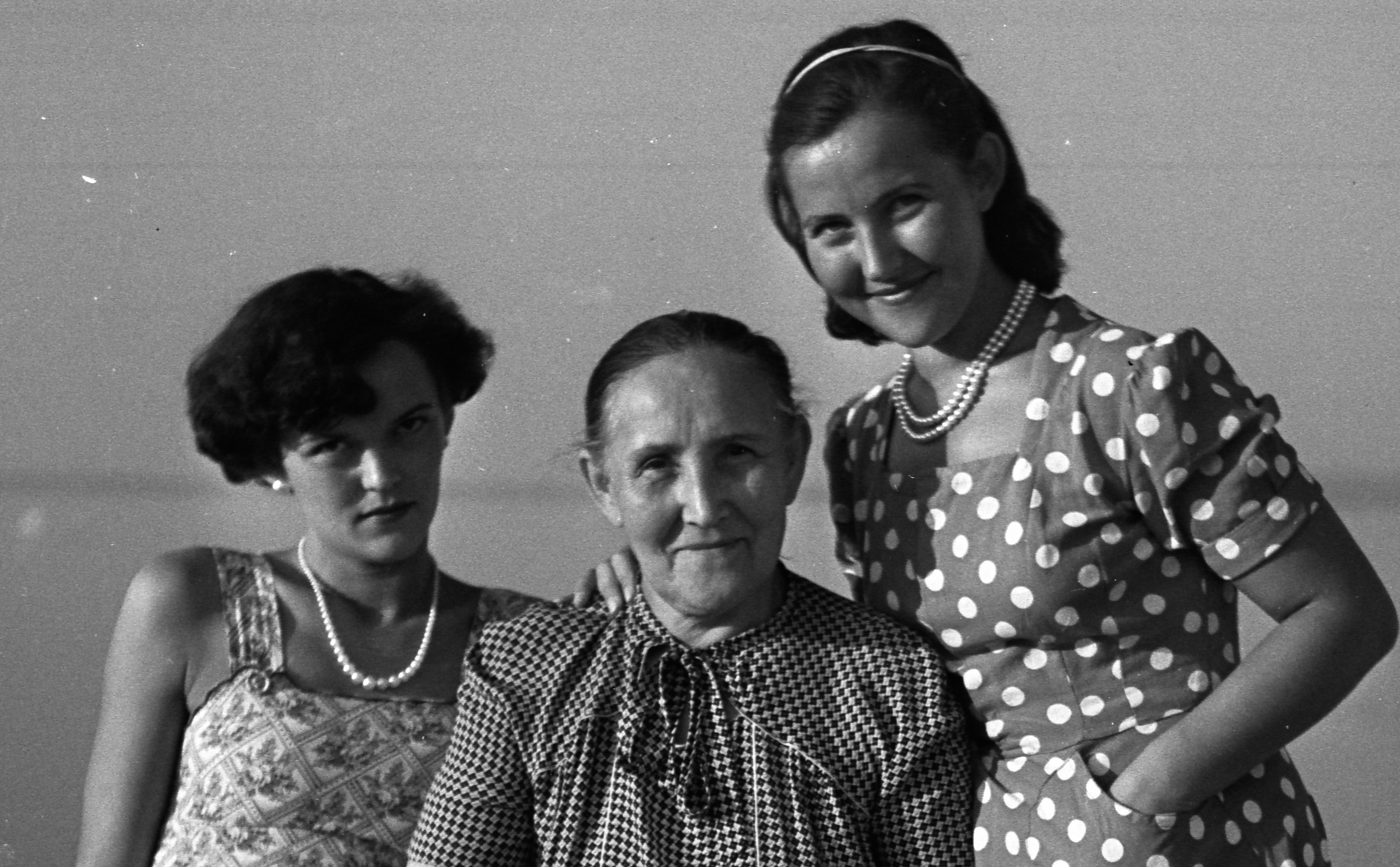
Kádár Flóra (jobbra) az édesanyjával és az ikertestvérével

Édesapja Horcsák Lajos péteri kántortanító, édesanyja Ohr Flóra volt. Szülei 1926. december 28-án Székesfehérvárott házasodtak össze. Édesapjának ez már a második házassága volt. ikertestvére Horcsák Sára, aki Svédországba költözött. Budapesten született, de Hosszúberek-Péteriben nevelkedett, ahol apja tanító volt, azonban szülei 1941-ben elváltak. Keszthelyen járt kereskedelmi szakközépiskolába, ahol már belekóstolt a színjátszásba és a rendezésbe is az iskola keretei között. Kádár Flóra dolgozott Hosszúberek-Péteriben a helyi moziban, mielőtt 1949-ben felvették a Színművészeti Főiskolára, ahol 1953-ban szerzett oklevelet. 

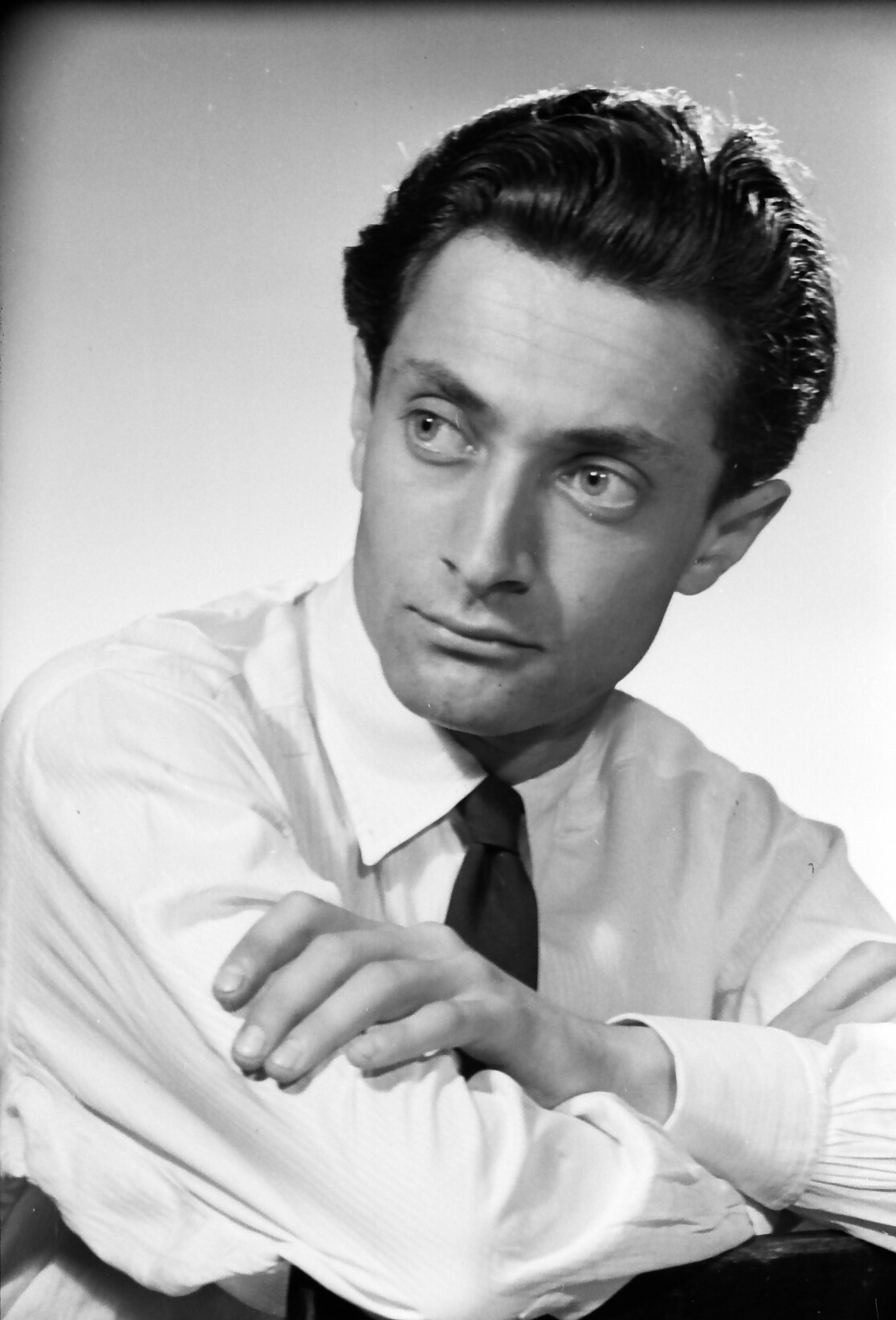
Férje, Fischer Péter a házasságuk idején

A főiskolán ismerkedett meg a férjével, Fischer Péterrel (1929–2013), aki operatőr szakra járt. Férje öccse, Fischer György (1935–2020) zongoraművész és karmester lett. Fischer Péter nagybátyja volt Fischer Sándor karmester, az unokatestvérei pedig Fischer Ádám és Fischer Iván. 
Fischer Pétert tévedésből főiskolásként elvitték több éves katonai szolgálatra, mert lemaradt a felmentési listáról. Férje hallgatóként pedig többek között Garas Dezsővel is forgatott filmet. Kádár Flórával a házasságuk alatt Fischer szülei lakásának a cselédszobájában laktak, férje öccse pedig ekkor a nagybátyjánál, Fischer Sándoréknál lakott az unokatestvéreivel, Fischer Ádámmal és Ivánnal.
A házasságukból gyermek nem született. Férje az 1956-os forradalom leverése után elhagyta az országot, és Londonban telepedett le, ahol fotósként és fotóriperterként dolgozott, és az angolosított Fisher névformát használta. A kapcsolatuk végül válással végződött, majd Fischer Péter még kétszer kötött házasságot, és 2013. március 18-án Londonban hunyt el. Kádár Flóra sógora, Fischer György Kölnben élt, ahol a kölni opera zenei vezetőjeként ment nyugdíjba.

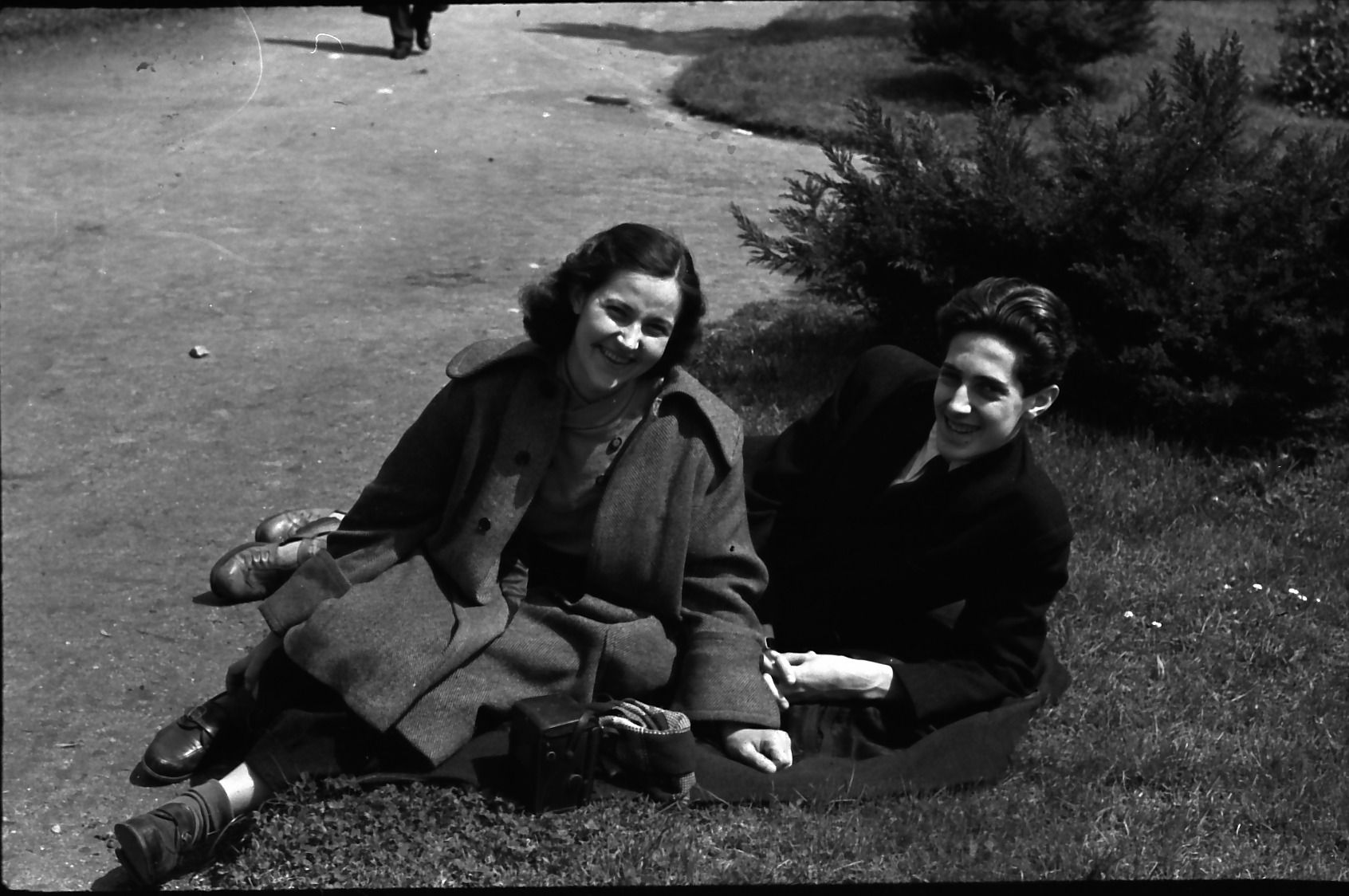
Kádár Flóra a sógorával, Fischer Györggyel

Kádár Flóra a válásuk ellenére a haláláig megtartotta a férjezett nevét, a Fischer Péternét, és később is tartotta a kapcsolatot volt férjével, mikor Fischer hazalátogatott Magyarországra, és bár többé nem ment férjhez, de volt párkapcsolata, amelyről azt nyilatkozta 1993-ban, hogy a „kedvese” halála után már teljesen egyedül élt.
A Madách Színház tagja volt, innen ment nyugdíjba. A győri, a szegedi és a békéscsabai színházakban, valamint az Állami Déryné Színháznál is játszott.
A Békés Megyei Népújság 1958. szeptember 28-ai, vasárnapi számában ezt írták Kádár Flóráról, a Békéscsabai Jókai Színház új színművészéről: „Fiatal színésznő, és  az »Elveszem a feleségem« bemutatója után joggal mondhatjuk, hogy tehetséges, igen jó színésznő. A Szegedi Nemzeti Színháztól jött, azelőtt a Faluszínház tagja volt.”
A Békés Megyei Népújság 1958. november 16-ai, vasárnapi számában így jellemezte Kádár Flórának Visnyevszkij Optimista tragédia című művében a Komiszár szerepét megformáló alakítását:
„A plakát szerint Visnyevszkij nagyszerű drámájában, az Optimista tragédiában a komisszár szerepét Erdélyi Ila  és  Kádár  Flóra  alakítják. A dráma premierjén Erdélyi lla játszotta a komisszárt, két napja azonban ezt a nehéz és nagy művészi felkészültséget kívánó szerepet színházunk másik új, fiatal tagja: Kádár Flóra vette át. Felfogása néhány helyen más, mint Erdélyi IIáé, és külön öröm számunkra, hogy ebben a drámában két ilyen egészen kiváló alakításnak tapsolhatunk, ugyanabban a szerepben. Kádár Flóra — amellett, hogy a komisszár tetteinek rugója  elsősorban az  értelem — az érzelmi momentumokat is igen hatásoson, plasztikusan érzékelteti. Az első felvonás első jeleneteiben, és a zárójelenetben igen jó. Különösen a zárójelenet — a komisszár halála — feledhetetlen. Még egyszer hangsúlyozni kívánjuk: nagy öröm számunkra, hogy az Optimista tragédia egyik vezető-szerepében két kitűnő művésznőnek tapsolhatunk.”

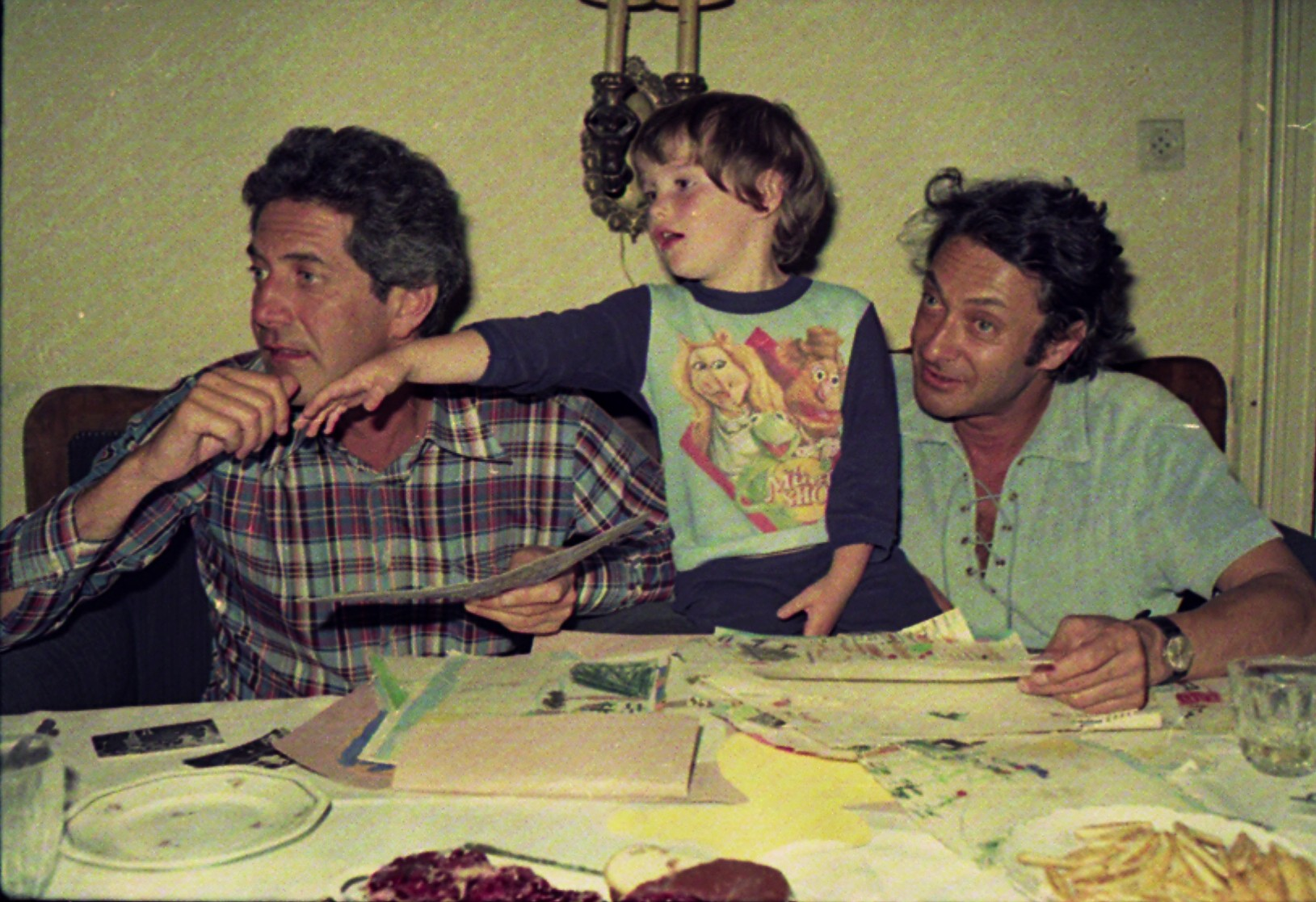
Fischer Péter (jobbra) az öccsével, Fischer Györggyel és az unokahúgukkal magyarországi hazalátogatásuk idején

„A Fiatal Művészek Kísérleti Stúdiója még 1977-ben készítette azt az egyórás filmet, amelynek nem éppen szerencsésen „Akik kimaradtak a szereposztásból” címet adták. A filmben megszólal: [...] Kádár Flóra [...]. Köztük olyan munkás-paraszt származású színészek, akiket a felszabadulás után a Színház- és Filmművészeti Főiskolán a majdan megírandó szocialista-realista drámák munkás-parasztszerepeinek eljátszására készítettek fel. S ebből kitűnően diplomáztak is. [...] A diploma átvétele után szinte valamennyien fővárosi színházaknál helyezkedtek el. Többen már utolsó éves korukban játszottak a Nemzetiben, kaptak kisebb-nagyobb filmszerepeket. S hogy a feladatokat jól oldották meg, arra a régi színházi lapok kritikái emlékeztetnek. Néhányan vidéki színházaknál próbálták tudásukat fejleszteni. De lassan elfogytak a rájuk szabott szerepek. S ők nem tudtak lépést tartani a hirtelen változással. Volt, aki hosszú hónapokon keresztül énekelni tanult. Nem sikerült. Most egy kamarakórusban énekel családi rendezvényeken, temetéseken – diplomával a zsebében. És a többiek? Van, aki önálló esteken áll az „ezerfejű Cézár” elé, van, aki diplomáját szépen bekeretezte, és költőnek csapott fel. Van, akiből színházi ügyelő, segédszínész lett. Néha-néha kap egy-egy kisebb szerepet televízióban, filmen. Családjuknak, gyermeküknek élnek. Csak egytől nem tudnak elszakadni: a színháztól, a filmtől.
Kár, hogy csak némelyikükre figyelnek fel néha-néha rendezőink. [...] Kádár Flóra [...] is csak „szerepelget”, de nem kap tudásának megfelelő szerepeket.”
Egy 1993-as interjúban így vallott: „Számomra a kiszolgáltatottak sorsa a legmegindítóbb a világon. Én mellettük álltam mindig. Visszahúzódó, magányos szemlélődő vagyok, aki egyszerűen szereti az embereket.”

## Színházi szerepei
A Színházi adattárban regisztrált bemutatóinak száma: 65.
- Szabó Magda: Régimódi történet (Csanádyné)
- Szabó Magda–Tarbay Ede: Mondják meg Zsófikának (Valika)
- Szamuil Aljosin: Döntő pillanatok (Az ápolónő)
- Lorca: Vérnász (Szomszédasszony)
- Lorca: Bernarda Alba háza (Augustias)
- Shaw: Pygmalion (Szobalány és Klára)
- Shaw: Sosem lehet tudni (Szobalány)[14]
- Gorkij: Nyaralók (Szása, Bazsovék szobalánya)
- Zoltán Pál: Andersen mesél (Johanna)
- Tamási Áron: Énekes madár (Harmadik siratóasszony)
- Molière: A mizantróp (Celimene szobalánya)
- Molière: A képzelt beteg (Beline, Argan felesége)
- Darvas József: A térképen nem található (Marika védőnő)
- Tennessee Williams: Tetovált rózsa (Elisabetta, szicíliai asszony)
- Jékely Zoltán: Mátyás király juhásza (A juhász anyja)
- Kolozsvári Grandpierre Emil: A csillagszemű (Parasztasszony)
- Heltai Jenő: A néma levente (Carlotta, komorna)
- Heltai Jenő: Az ezerkettedik éjszaka (Sarazád)
- Sásdi Sándor: Cseresznyevirág (eredeti cím: Nyolc hold föld) (Rozika)
- Oláh Gábor–Sass Ervin: Deák György öröksége (Sárkány Julcsa)
- Gárdonyi–Tinódi Lantos Sebestyén–Kárpáthy Gyula: Egri csillagok (Margit)
- Gárdonyi: A láthatatlan ember (Rába asszony)
- Gárdonyi–Emőd Tamás–Török Rezső: Ida regénye (Julcsa)
- Gergely Márta: A gyengébb nem (Kati, Csitáriék leánya)
- Gergely Márta: Száz nap házasság (Körös Magda)
- Nyíri Tibor: Menyasszonytánc (Julis, Szőke András felesége)
- Dunai Ferenc: A nadrág (Soltészné)
- Visnyevszkij: Optimista tragédia (Komiszár)
- Eduardo De Filippo: Vannak még kísértetek (Carmela, Rafael húga, elkárhozott lélek)
- Shakespeare: Vízkereszt, vagy amit akartok (Mária)
- Molnár Ferenc: A hattyú (Komorna)
- Gogol: Holt lelkek (Mavra, szolgáló)
- Alekszandr Vologyin: Öt este
- Madách: Az ember tragédiája (Egy anya)
- Thornton Wilder: A házasságszerző (Szakácsnő)
- Ronald Millar: Abelard és Heloise (Constance, novícia)
- Kárpáthy Gyula: A perbefogott diák (Özv. Csokonainé)
- Móra Ferenc: Aranykoporsó (Trulla, Titanilla dajkája)
- Jevgenyij Svarc: Hókirálynő (Nagyanyó)
- Gabányi Árpád: Aba Sámuel király (Rabnő)
- Borisz Rabkin: A halhatatlan őrjárat (Misa anyja)
- Gáli József: A tűz balladája (Éhesék öreganyja)
- Csizmarek Mátyás: Apja lánya (Eszti)
- Jókai–Révész Pál: Az arany ember (Noémi)
- Gombos Imre: A csóknak próbája (Bora)
- Gabriela Zapolska: Dulszka asszony erkölcse (Hanka)
- Tolsztoj: Élő holttest (Szasa, Liza húga)
- Heinrich von Kleist: Az eltört korsó (Éva)
- Szűcs György–Szenes Iván: Elveszem a feleségem (Piri)
- Paul Armont–Paul Vandenberghe: Fiúk, lányok, kutyák (Claudine)
- Gyárfás Miklós: Forr a világ (Zsuzska, Csapó lánya)
- Pavel Kohout: Ilyen nagy szerelem (Feleség)
- Örsi Ferenc: A kapitány (A cselédlány)
- Örsi Ferenc: Láthatatlan szerelem (Irén)
- Mark Twain–László Anna: Koldus és királyfi (Pincérnő)
- Kárpáti Aurél–Vajda László: Kőmíves Kelemen (Dajka)
- Tabi László: Különleges világnap (Anna, Zsenda felesége)
- Móricz: Nem élhetek muzsikaszó nélkül (Pólika, Balázs felesége)
- Kerekes Imre: A siker titka (Boldog Panni)
- Urbán Ernő: Tűzkeresztség (Bozi Marika)
- Gergely Sándor: Vitézek és hősök (Julcsa, Kovácsék cselédje)
- Dobozy Imre: Szélvihar (Csendes Juliska)
- Sipos Tamás: Hívószám: GX17 (Vera)

## Rádió[15]

### Portréműsor
- Kádár Flóra balladája – Bajor Nagy Ernő dokumentumműsora, Bartók Rádió (1990. június 28., csütörtök, 10:23–10:56)

### Rádiójátékok
- Két zöld ász (Szomszédnő) – Tersánszky Józsi Jenő regénye folytatásokban (XV/1.) (2002)
- A fekete tükör – dokumentumjáték Truman Capote amerikai íróról (2000)
- Fordulj vissza, kislányom! – írta: Harangozó Anna, elmondja: Kádár Flóra (1995)[16][17]
- Őrültek és szakemberek (Iya Mate földanya) – Wole Soyinka színművének rádióváltozata, a Rádiószínház bemutatója (1993)
- Játéküzem – Szakonyi Károly hangjátéka (1991)
- Rómeó-Shakespeare játék – Szőcs Géza színművének rádióváltozata, a Rádiószínház bemutatója (1991)
- Etűdök sörösüvegekre – Kapecz Zsuzsa hangjátéka (1990)
- Névjegy három betűvel – Miroslav Krleža és Josip Belović színművének rádióváltozata (1990)
- Nehéz időket éltünk (Alt) – Márton László hangjátéka (1989)
- Harmatos zöld fűben – Történetek Mátyás királyról Móra Ferenc és Szép Ernő elbeszéléseiből, a Gyermekrádió műsora (1983)
- Három történet – Déry Tibor írását rádióra alkalmazta és rendezte: Balázs János (1977)
- Gyermekkorom emlékei (Anya) – Ion Creangă regényét rádióra alkalmazta: Kőváry Katalin (1977)
- Mátyuska macskája – Szabó Gyula művét rádióra alkalmazta: Dénes István (1977)
- Rab Ráby – Jókai Mór regényének rádióváltozata (1976)
- Kirakatrendezés (Tera, a segédmunkás felesége) – Vészi Endre hangjátéka (1973)
- Az első ütközet (Futó Jánosné, Futó Feri anyja) – Hangjáték a pákozdi csatáról, írta: Takács Tibor, a Gyermekrádió műsora (1971)
- A kastély – Franz Kafka regényét Rónay György fordításának felhasználásával rádióra alkalmazta Gáli József (1971)
- Stavoren asszony (1. konyhalány) – Rádiójáték gyermekeknek holland meséből (1970)
- Virrasztók – Rádiójáték Fekete Gyula regényéből (1970)
- Magyar Parnasszus – Rádiójáték Petelei István műveiből (1970)
- Elmondja János… (Anna) – Asztalos István regényét rádióra alkalmazta: Balogh László (1969)
- Menyasszonytánc (Julis, Szőke András felesége) – Közvetítés a Békés megyei Jókai Színházból, Petőfi Rádió (1960. november 11., 19:05 )

## Filmszerepek

### Portréfilm
- „Akik kimaradtak a szereposztásból” (színészportré többek között Kádár Flóráról is) (1977)

### Játékfilmek
- A napfény íze (Hackl Emilné) (1999)
- Közel a szerelemhez (1999)
- Zsúfolt délután (1996)
- Minden ember halandó (Idős nő) (1995)
- Mesmer (1994)
- Halál sekély vízben (1994)
- Sose halunk meg (Könyvvásárló utas a vonaton és vásárló a piacon) (1993)
- Vörös vurstli (1992)
- Erózió (1992)
- Roncsfilm (1992)
- Hoppá (1992)
- Halálutak és angyalok (1991)
- Sztálin menyasszonya (1991)
- Soha, sehol, senkinekǃ (1988)
- Hótreál (1988)
- Csere Rudi (1988)
- Szeleburdi vakáció (1987)
- Kiáltás és kiáltás (Bözsi néni) (1987)
- Akli Miklós (1986)
- Dr. Minorka Vidor nagy napja (Rakodó kofa) (1986)
- Redl ezredes (Zsófia, Alfred Redl nővére) (1985)
- Felhőjáték (Szikoráné) (1984)
- Kismaszat és a Gézengúzok (1984)
- Hanyatt-homlok (1983)
- Visszaesők (Ülnök) (1983)
- Szent Kristóf kápolnája (1983)
- Vérszerződés (1983)
- Szegény Dzsoni és Árnika (1983)
- Jób lázadása (Nagymama) (1983)
- Sértés (Bolti eladónő) (1982) (Vaszilij Makarovics Suksin 3 elbeszélése alapján az 1. novella-feldolgozásban: Sértés; 1979, tévéfilm; 1983, játékfilm)
- Requiem (Pedikűrös) (1981)
- Kojak Budapesten (1980)
- Angi Vera (Mikus Jánosné Teréz, szövőnő) (1979)
- Amerikai cigaretta (Vendég a kocsmában) (1977)
- Tükörképek (Ápolónő) (1976)
- Árvácska (A feleség) (1976)
- Örökbefogadás (Erzsi, Jóska felesége) (1975)
- Déryné, hol van? (A Déryné alakította Júlia dajkája) (1975)
- A tanévzáró (Tanár) (1975)
- Hekus lettem (Utas) (1972)
- Szerelmesfilm (1970)
- Csak egy telefon (Éva szomszédasszonya) (1970)
- A varázsló (Lakó) (1969)
- Virágvasárnap (1969)
- Az örökös (Drapp Tamás szerelme/barátnője) (1969)[18]
- Az utolsó kör (Kalauz) (1968)
- A völgy (1968)
- Az özvegy és a százados (Takarítónő) (1967)
- Körhinta (Eszti, Pataki Mari barátnője) (1956)
- 2×2 néha 5 (Lidike, vizsgázó a műegyetemen) (1955)
- Ifjú szívvel (Rózsi) (1953)
- Vihar (1952)

### Tévéfilmek
- Családi album (2001)
- Az öt zsaru: Dögkút (2. rész) (Asszony) (1998)
- A Szórád-ház (1997)
- Két kiskutya barátkozik (1997)
- A párduc és a gödölye (1995)
- Kisváros (1995, 2000)
- Frici, a vállalkozó szellem (Mariska néni, a plébániai segítő) (1993)[19]
- Maigret: Maigret és a Majestic szálloda (Dada) (1993)
- Maigret: Maigret hazai pályán (Virágárus) (1992)
- Mécsek (1992)
- Szomszédok (Idős nő) (115. rész, 1991, 1995)
- Pénzt, de sokat! (1991)
- Sivatagi nemzedék (Dolgozó a gyermekgondozóban) (1991)
- Angyalbőrben: Frontszinház (1991)
- Családi kör: Vadmacska-karmok (1990)
- Nem érsz a halálodig (1990)
- A főügyész felesége (1990)
- Freytág testvérek (1989)
- Semmelweis Ignácz – Az anyák megmentője (1989)
- Alapképlet (1989)
- Gaudiopolis - In memoriam Sztehlo Gábor (1989)
- Vadkacsavadászat (Postásnő) (1989)
- Csicsóka és a Moszkitók (1988)
- A Montmartrei ibolya (Margot) (1988)
- Végnapok (1987)
- Koldus Napóleon (Szakácsnő) (1987)
- A nap lovagja (Asztalos Aurél anyja) (1987)
- A falu jegyzője (1986)
- Linda: Piros, mint a kármin (Horváthné) (1986)
- Az ördögmagiszter (1986)
- Helló, Einstein (Lady) (1985)
- Holt lelkek (Fetyina) (1985)
- Kémeri (1985)
- A legboldogabb ember (1984)
- Családi kör: Hogyan tovább? (1984)
- Szent Kristóf kápolnája (1983)
- Szerelmes sznobok (Bözsi néni, Tardy Mara második férjének, Kóbos Ernőnek, a sodronygyár igazgatójának a házvezetőnője) (1983)
- Mint oldott kéve (Betegápoló asszony) (1983)
- A béke 7. napja (1983)
- Napos oldal (1983)
- Glória (Munkaügyi Központ ügyintézője) (1982)
- A 78-as körzet: Festés-mázolás (1982)
- A 78-as körzet: A választás (1982)
- Faustus doktor boldogságos pokoljárása (1982)
- Fehér rozsda (agronómusné) (1982)
- Családi kör: Az anya válaszol (1982)
- Családi kör: A kérdezetlen apa (1982)
- Családi kör: A kék füzet (1982)
- Családi kör: Anyák, apák, nagymamák, nagypapák )1981)
- Családi kör: Az én házam, az én váram! (1981)
- Istenek és szerelmesek avagy Az éjszakai vendég (Areté) (1981)
- Utolsó alkalom (Sréth Jenőné) (1981)
- Tisztán vagy szódával (1980)
- Csupajóvár (Anya) (1980)
- Cserepek (1980)
- Boldog születésnapot, Marilyn (Művezetőnő) (1980)
- Megtörtént bűnügyek (Házmesterné) (8. rész: A holtak nem beszélnek, 1980)
- Hívójel (1979)
- Léda (tv-játék Miroslav Krleža művéből Dömölky János rendezésében) (1979)
- Vasárnapi szülők (Nevelőnő) (1979)
- A trombitás (1979)
- Küszöbök (1978)
- A fürdőigazgató (1978)
- Második otthonunk – Az SZTK (Nővér) (1978)
- Philemon és Baucis (1978)
- Havasi selyemfiú (1978)
- A zöldköves gyűrű (Terka, a gyermekek nevelőnője) (1977)
- Kántor (1976)
- Muzsika az éjszakában (1976) (Szobalány)
- Kisember születik (Róza) (1975)
- Utánam, srácok! (Keresztmama) (1975)
- Gúnyos mosoly (Tsz-dolgozó) (1974)
- A hattyú (Komorna) – Molnár Ferenc drámájának MTV-s színházi felvétele a Madách Színház előadásában (1974)[20]
- Sosem lehet tudni (Szobalány) – tévéjáték Ádám Ottó rendezésében G. B. Shaw drámájából (1974)[21][22][23]
- Egy filozopter szerelmei (1973)
- Régi idők mozija (Jegyszedőnő) (1971)
- Jöjjön el a Te országod (Szegőné) (1971)
- Rózsa Sándor (Anya) (1971)
- Egy óra múlva itt vagyok…: A hazatérés (Irma) (1971)
- Kedd, szerda, csütörtök (Szobalány) (1970)
- Mindannyiotok lelkiismerete megnyugodhat… (Ápolt az elmegyógyintézetben) (1970)
- Tündérlaki lányok (Róza) (1970)
- Kéktiszta szerelem (1969)
- Levelek Margitnak (1968)
- A kormányzó (Násztya) (1968)
- Bors: Camarada Matteó (1968)
- Halász doktor (1968)
- Mondd a neved (Kovács Istvánné) (1967)
- Vidám vasárnap (1966)
- Othello Gyulaházán (Jegyért sorban álló néző) (1966)

## Szinkronszerepek

### Filmes szinkronszerepei[24]
| Cím                                       | A film elkészülte | Magyar változat (szinkron) | Szerep                                  | A szinkronizált színész |
| ----------------------------------------- | ----------------- | -------------------------- | --------------------------------------- | ----------------------- |
| Sissi                                     | 1955              | 1990–1991                  | Stöckl néni                             |                         |
| A tévedés áldozata                        | 1956              | 1982                       |                                         |                         |
| A tető                                    | 1956              |                            |                                         |                         |
| Párizs rejtelmei                          | 1962              | 1981                       |                                         |                         |
| Madarak és ragadozómadarak                | 1966              | 1977                       |                                         |                         |
| Claire (rövidjátékfilm)                   | 1967              | 1974                       | Lotte Rank                              | Elfriede Irrall         |
| Mi lesz veled Eszterke?                   | 1968              | 1968                       |                                         |                         |
| Madarak, árvák, bolondok                  | 1969              |                            |                                         |                         |
| Mi történt Alice nénivel?                 | 1969              |                            | Miss Edna Tinsley                       | Mildred Dunnock         |
| A rivális                                 | 1974              |                            |                                         |                         |
| Tükör                                     | 1975              | 1981                       |                                         |                         |
| Autóstoppal északnak                      | 1977              | 1981                       |                                         |                         |
| A bábu                                    | 1977              |                            |                                         |                         |
| A nyomorultak                             | 1978              | 1985                       | Főnöknő                                 | Flora Robson            |
| Spirál                                    | 1978              |                            |                                         |                         |
| Halál Canaanban                           | 1978              | 1983                       |                                         |                         |
| Német tavasz                              | 1979              |                            |                                         | Burgl Mattuschka        |
| Az amatőr                                 | 1979              |                            |                                         |                         |
| Erdőzug                                   | 1980              | 1982                       | Dada                                    | Lisa Helwig             |
| Tessék engem elrabolni                    | 1980              | 1980                       | Rózsika néni barátnője                  |                         |
| 26 nap Dosztojevszkij életéből            | 1981              | 1981                       | Fedoszija, Dosztojevszkij házvezetőnője | Tatyana Babanina        |
| Cerro Mayor                               | 1981              |                            |                                         |                         |
| A kiskakas gyémánt félkrajcárja (diafilm) | 1981              | 1981                       | Mesélő                                  | –                       |
| A vasember (Andrzej Wajda rendezésében)   | 1981              | 1990                       |                                         |                         |
| Fanny és Alexander                        | 1982              |                            |                                         |                         |
| Napló szerelmeimnek                       | 1987              | 1987                       | Olga                                    |                         |
| Szellemes karácsony                       | 1988              |                            | Nagymama                                | Mabel King              |
| Napló apámnak, anyámnak                   | 1990              | 1990                       |                                         |                         |
| Micsoda nő!                               | 1990              | 1990                       | Idős hölgy                              | Amzie Strickland        |
| Cyrano de Bergerac                        | 1990              | 1991                       | Apáca                                   |                         |

### Filmsorozatbeli szinkronszerepei
| Cím                                                                                | A film elkészülte | Magyar változat (szinkron) | Szerep          | A szinkronizált színész |
| ---------------------------------------------------------------------------------- | ----------------- | -------------------------- | --------------- | ----------------------- |
| Kórház a város szélén                                                              | 1977–1981         | 1982                       | Műtősnő         |                         |
| Nils Holgersson csodálatos utazása a vadludakkal: Finn-Malin (42. rész) (rajzfilm) | 1980–1981         | 1987–1988                  |                 | –                       |
| Mentők                                                                             | 1984              | 1987                       | Marie Čermáková | Marie Vášová            |
| A Guldenburgok öröksége: A nagy csalódás (II./8.)                                  | 1990              | 1990                       | Böhmné          |                         |
| Nyugalom völgye – Parádfürdő (Nekem ne lenne hazám?)                               | 1991              | 1991                       | narrátor        | –                       |

## Díjai
- Aase-díj (1995)

## Képgaléria

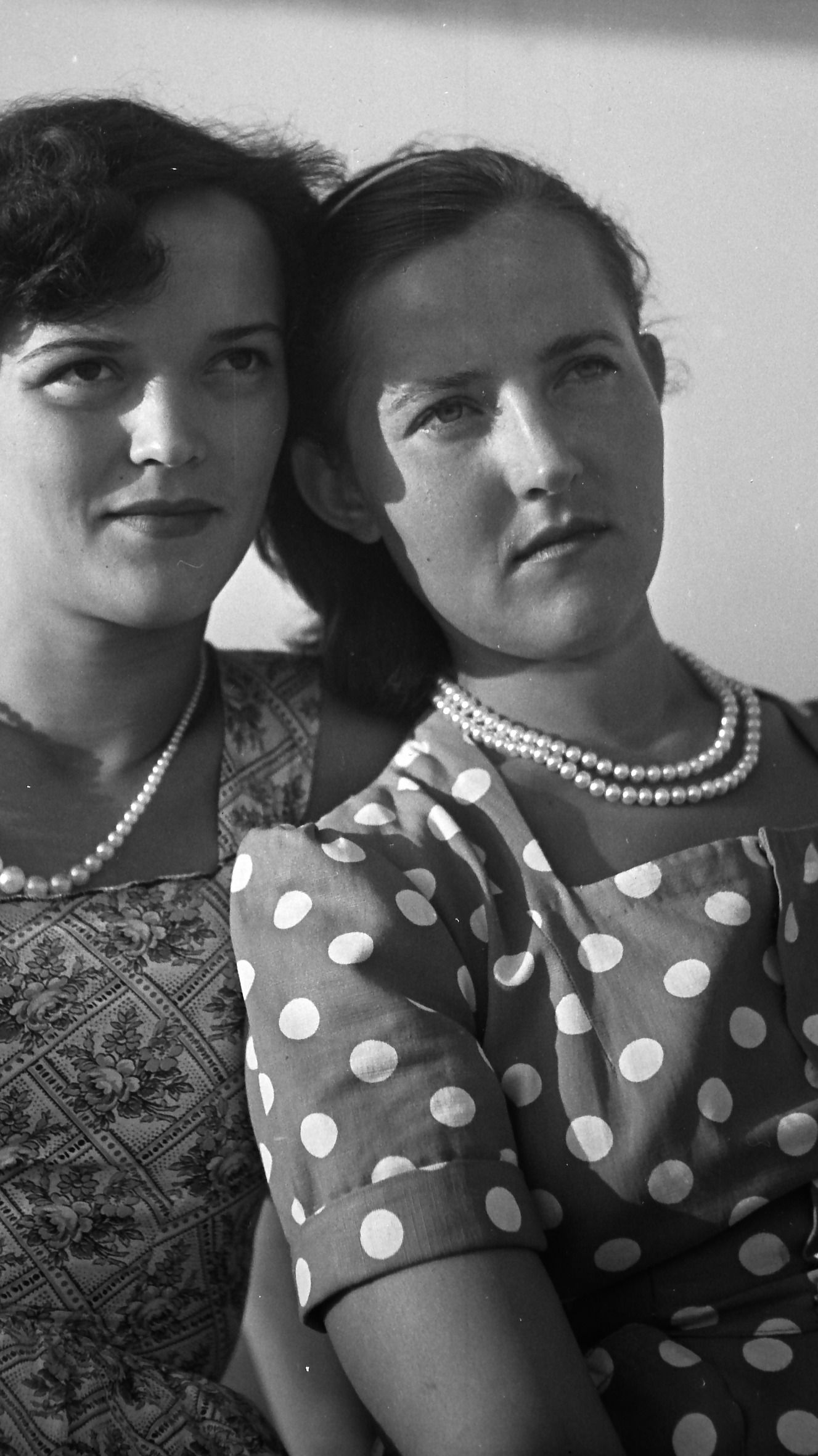
Ikertestvérével
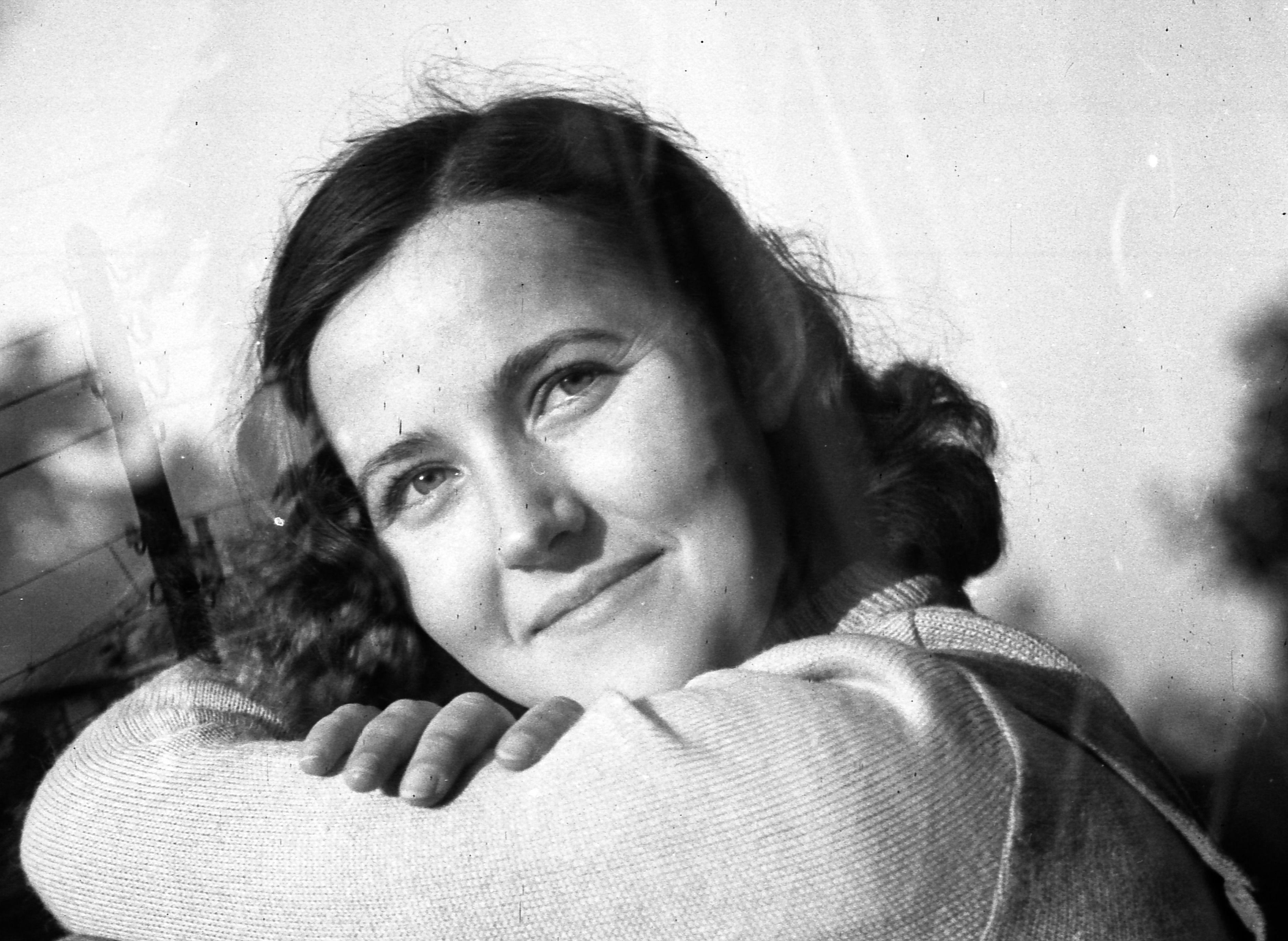
Ábrándozás, az...
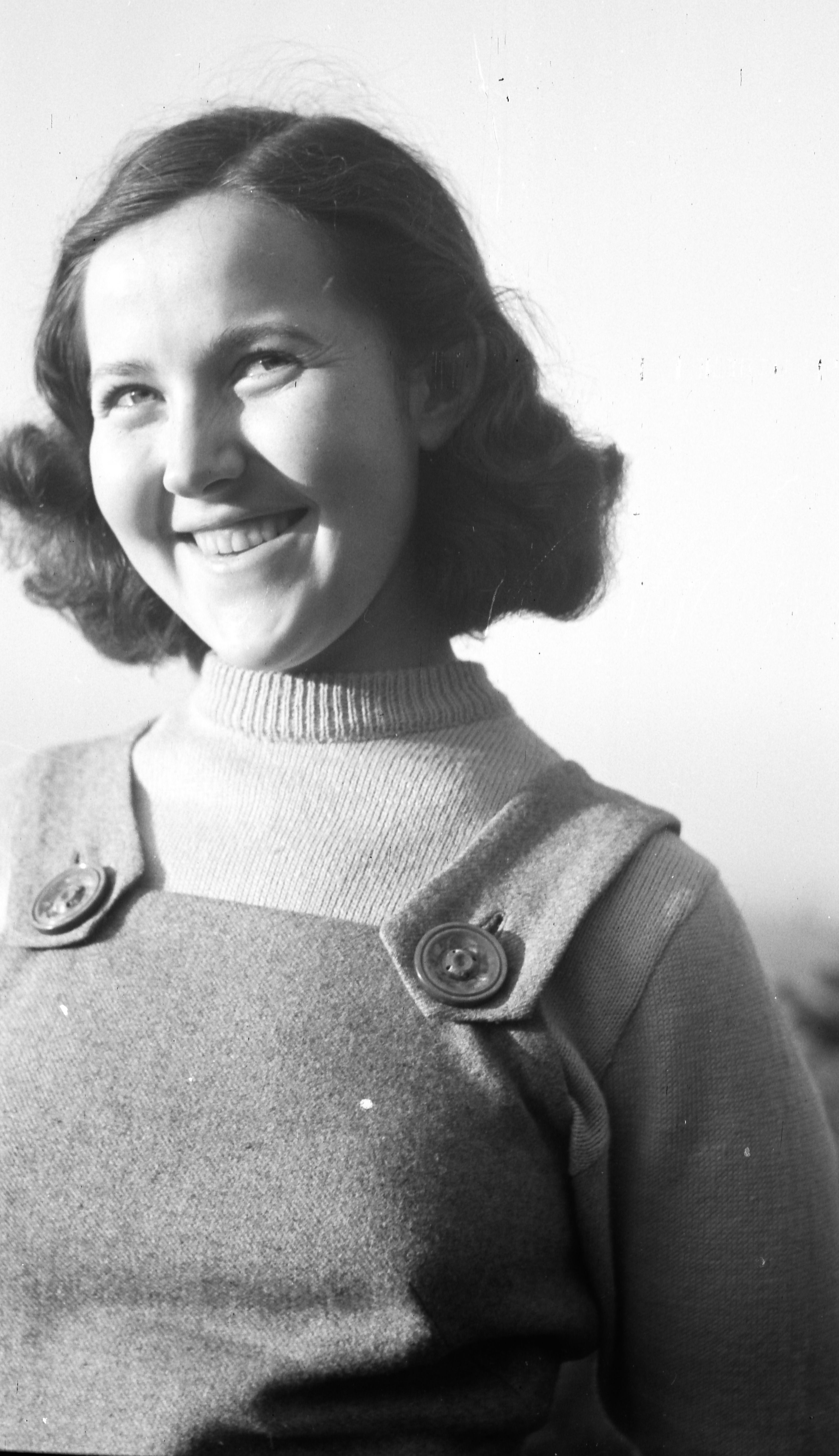
Ki nevet a végén...
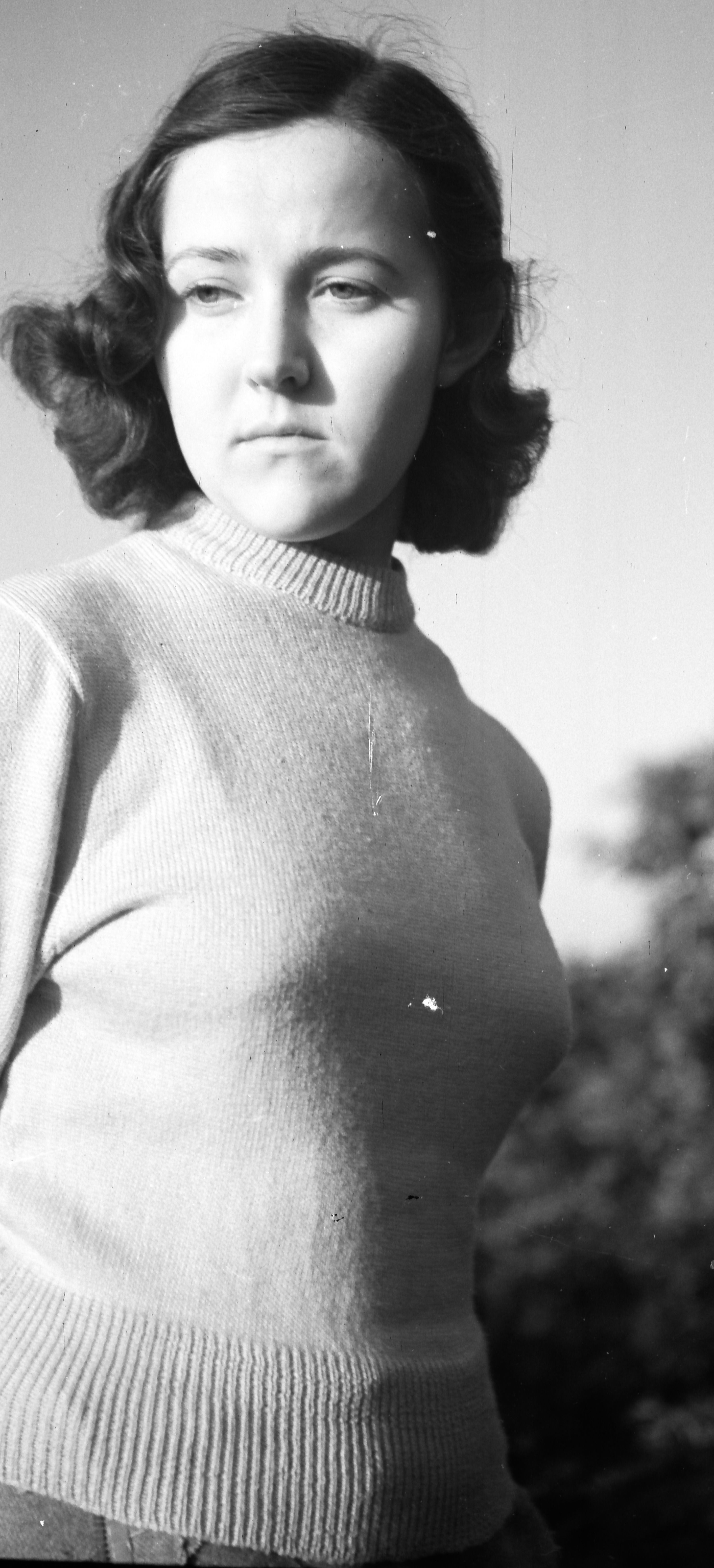
Most komolyan
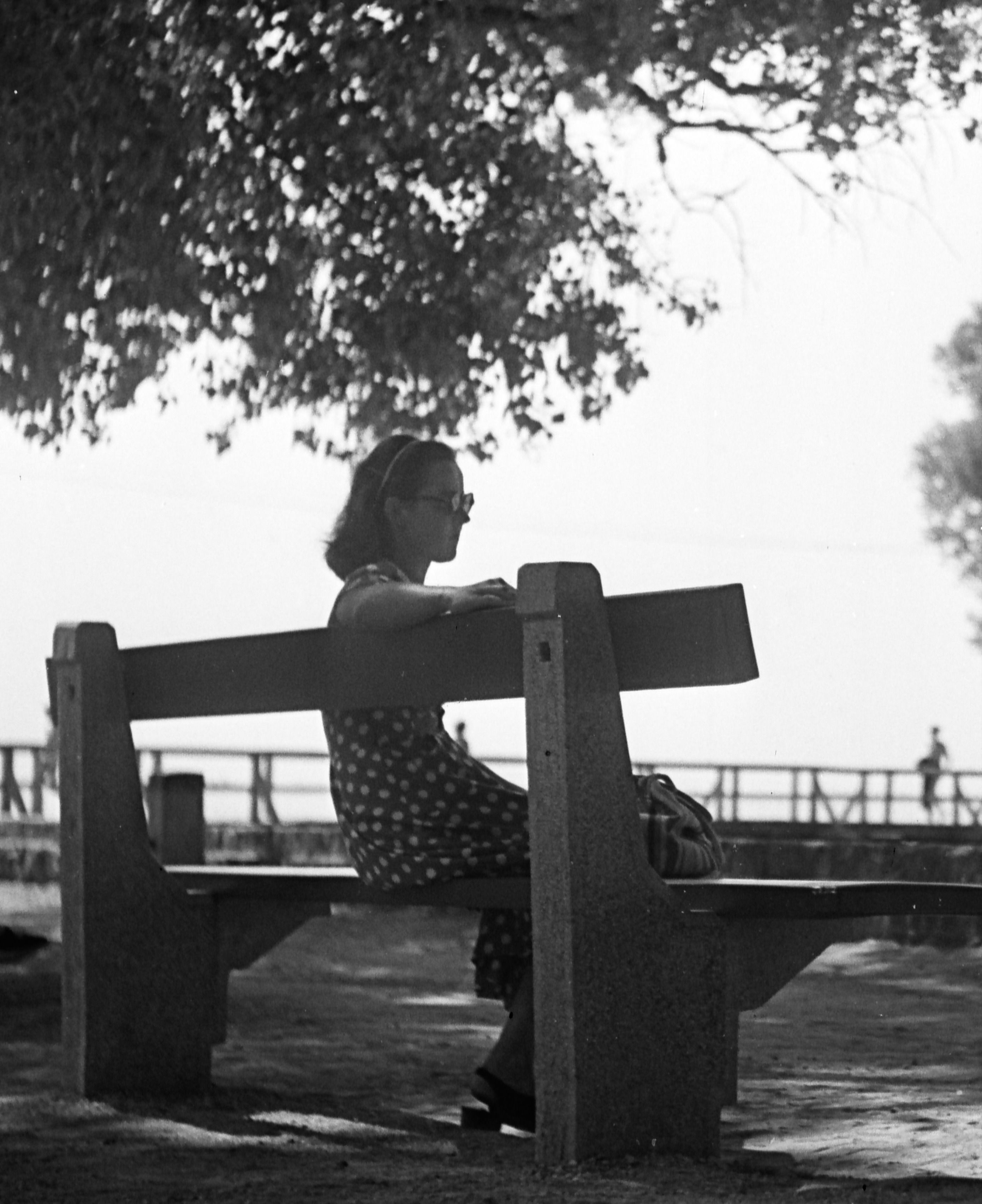
Egy padon a Balatonparton
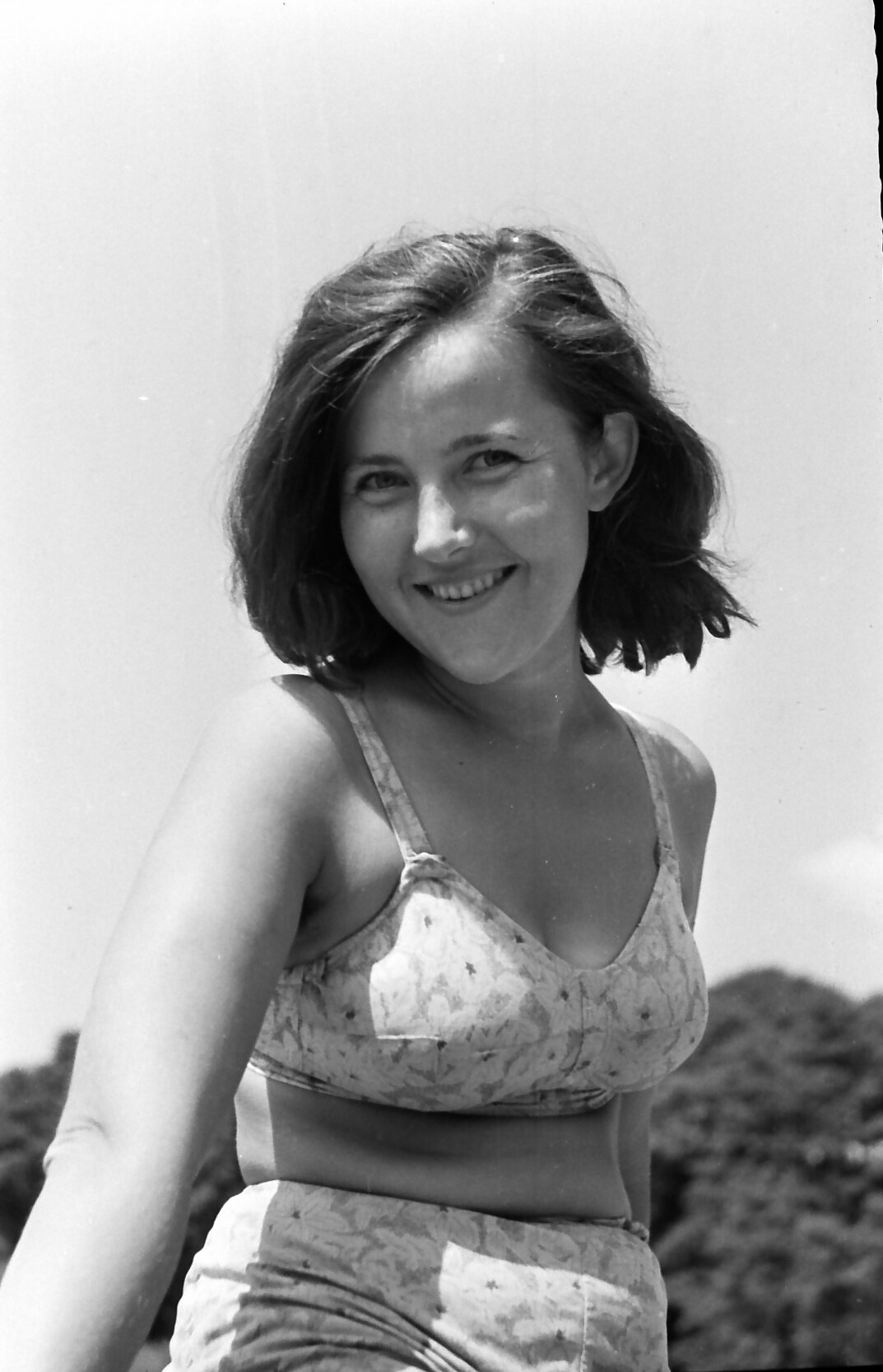
Fürdőruhában
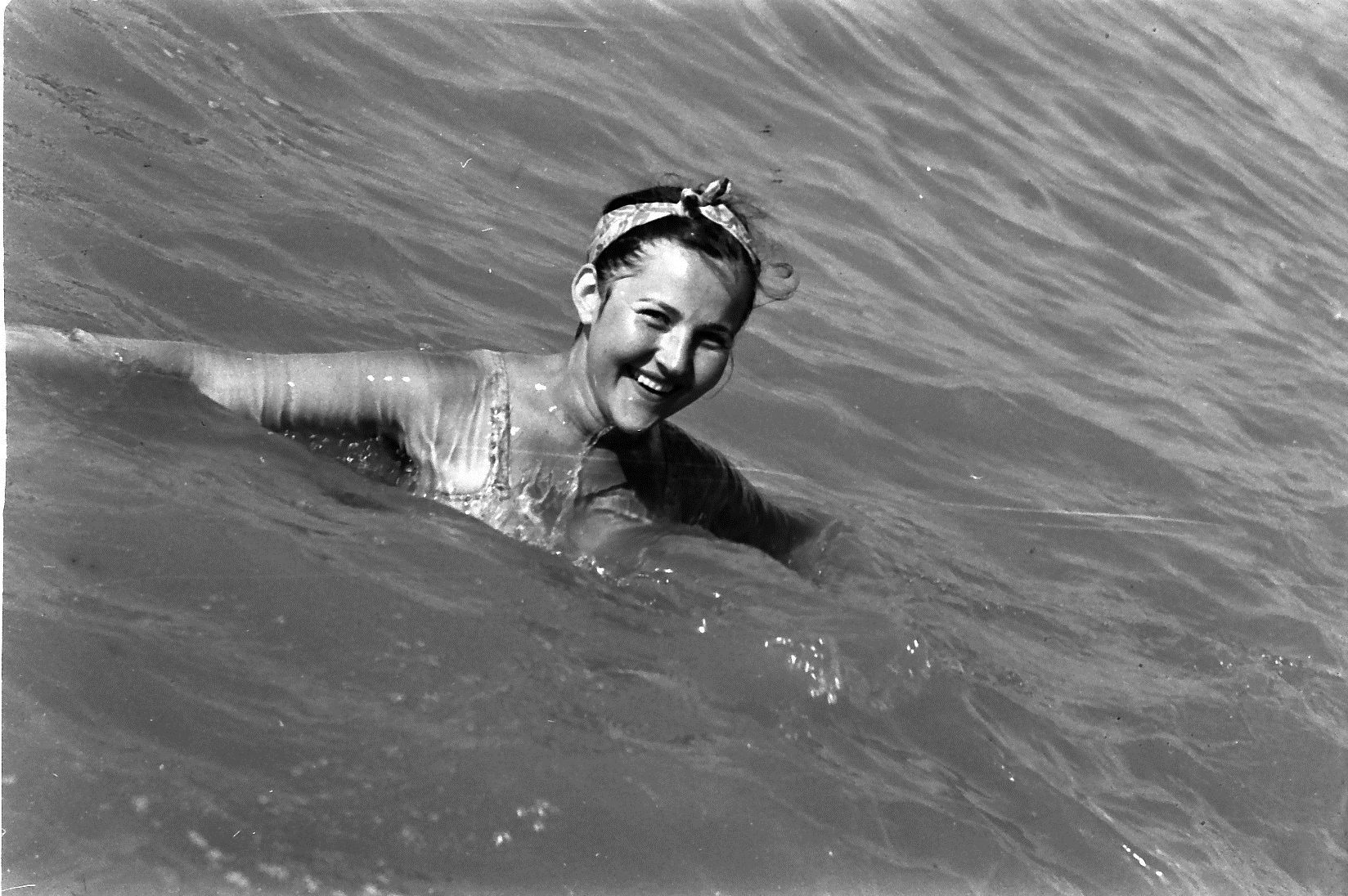
A Balatonban
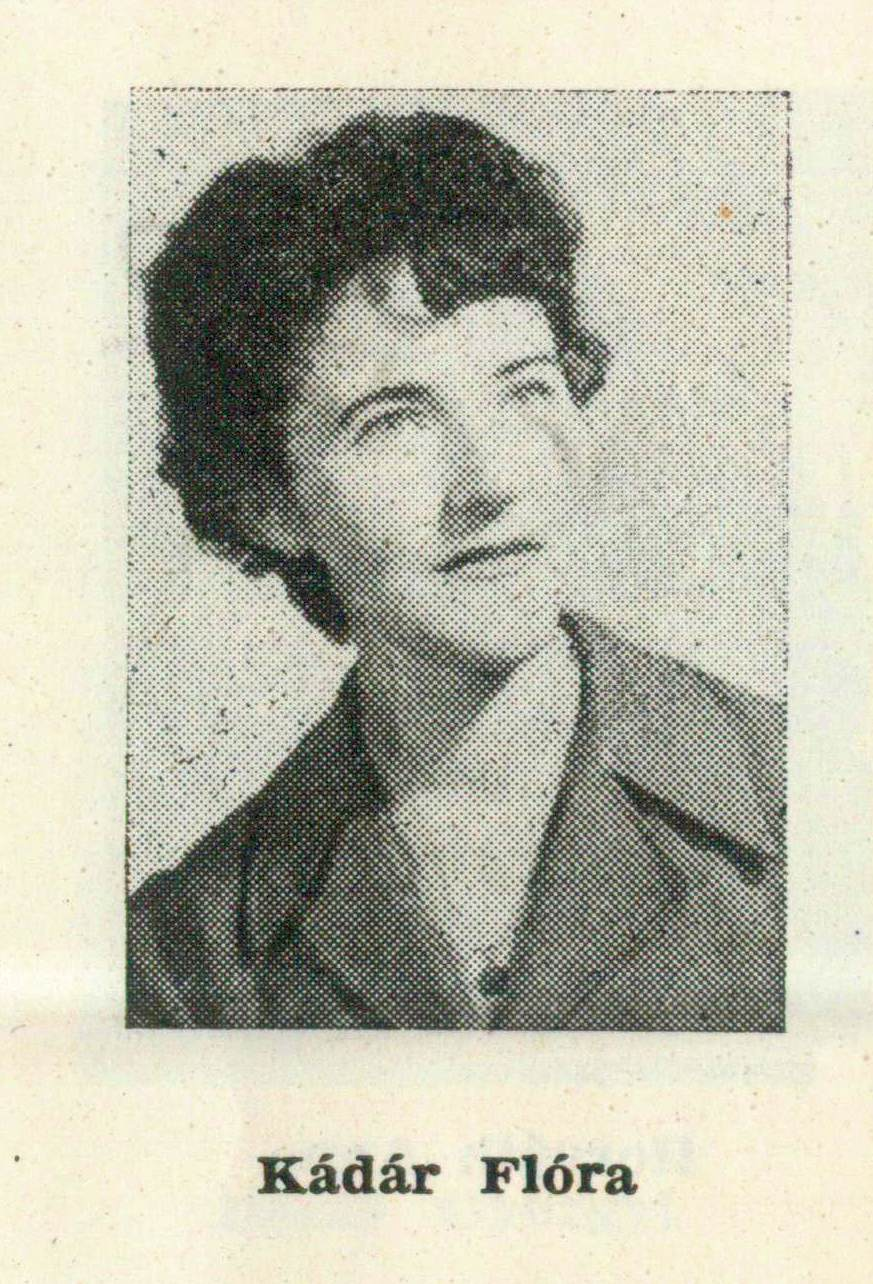
Szegeden, 1957/58
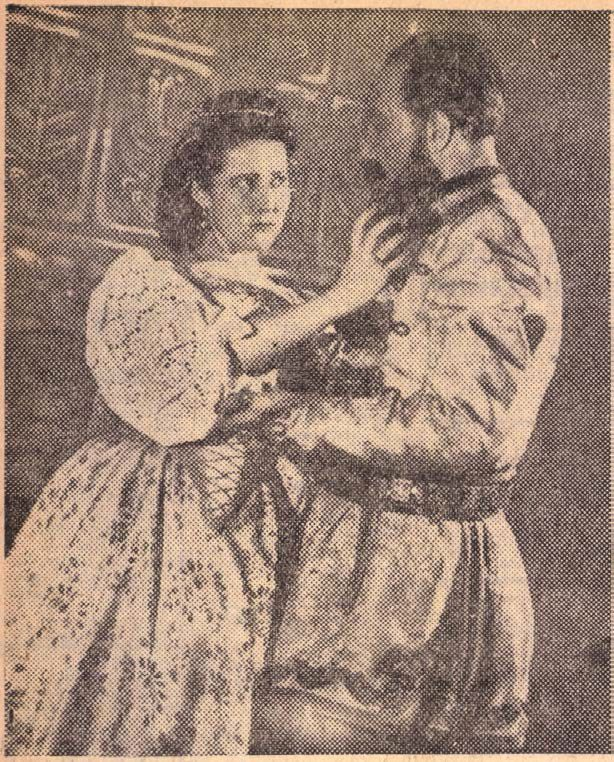
Kádár Flóra és a Jászai Mari-díjas Fenyvessy Balázs mint Bora és I. Apafi Mihály fejedelem A csóknak próbája című Gombos Imre írta mesejátékban az Állami Déryné Színház előadásában, Népakarat, 1957. május 7-ei számában